# Gare de Nanchang-Ouest
La gare de Nanchang-Ouest est une gare ferroviaire chinoise située à Nanchang.